# Erich Kästner (vétéran)
Pour les articles homonymes, voir Erich Kästner (homonymie).
Erich Kästner (10 mars 1900, Leipzig-Schönefeld – 1er janvier 2008, Pulheim) était le dernier vétéran allemand de la Première Guerre mondiale.
À sa mort, il était aussi le deuxième plus vieil homme vivant en Allemagne.

## Biographie
Erich Kästner rejoint l'armée en juillet 1918 dans le Sonderbataillon Hauck en France. Il défile devant Guillaume II en novembre 1918.
Il prend aussi part à la Seconde Guerre mondiale en 1939, avec le grade de Major, dans un service au sol de la Luftwaffe, la plupart du temps en France.
Erich Kästner devient docteur en droit et officie en tant que juge dans une Oberlandesgericht (Haute cour de région). Il passe ses derniers jours dans la famille de son fils à Hanovre. Sa femme est décédée en 2003 à l'âge de 102 ans.
Il meurt le 1er janvier 2008 à Pulheim, à l'âge de 107 ans.

## Décoration
- Croix de l'ordre du mérite de Basse-Saxe (1re classe)

## Sources
- (de) "Der leise Tod des letzten Veteranen", Der Spiegel
- (fr) "Le dernier poilu allemand est mort", Radio France internationale, 26 janvier 2008
- (en) "Germany's 'last' WWI veteran dies", BBC, 26 janvier 2008

- Notices d'autorité :   - VIAF
  - ISNI
  - GND